# Alexis Monney
Alexis Monney, né le 8 janvier 2000, est un skieur alpin suisse spécialisé dans les disciplines de vitesse.
Il est champion du monde juniors de descente en 2020, et remporte sa première victoire en Coupe du monde le 28 décembre 2024 en s'imposant dans la descente de Bormio. En 2025, il est médaillé d'argent (combiné par équipes) et de bronze (descente) aux championnats du monde de Saalbach.

## Biographie

### Origines et débuts
Il grandit à Fruence, localité de la commune de Châtel-Saint-Denis, dans le canton de Fribourg.
Il débute sur les skis à l'âge de deux ans dans la station la plus proche de chez lui, Les Paccots, où son père est entraîneur au ski-club. Il pratique différents sports avant de se décider pour le ski à 12 ans.
Il passe d'abord dans les cadres de ski-romand pour intégrer ensuite pendant 4 ans le centre NLZ à Brigue (un des centres régionaux de formation pour le ski alpin suisse) et être admis dans les cadres de Swiss-Ski à partir de la saison 2020-2021.

### Débuts en Europe et champion du monde junior (2019-2021)
Fin novembre 2019, Alexis Monney remporte sa première course FIS. Le 9 décembre 2019, il fait ses débuts en Coupe d'Europe à l'occasion des courses de Santa Caterina. Il termine 42e du Super-G et 28e du combiné.
En mars 2020 aux Mondiaux juniors de Narvik, il est champion du monde juniors de la descente,,.
Il confirme dès le début de saison suivante en Coupe d'Europe, avec notamment 3 top10 en décembre. Il ne peut pas défendre son titre mondial junior en 2021 à cause de fractures au visage,.

### Débuts en Coupe du monde (2021-2023)
Il dispute sa première course en Coupe du monde à Val Gardena le 18 décembre 2021,, terminant à la 35e place. Pour la seconde, début janvier 2022, il se frotte à la Streif, mais n'en franchit pas l'arrivée. Il entre pour la première fois dans les points le 4 mars 2022 à Kvitfjell, lors de sa troisième course à ce niveau, en obtenant la 26e place.
En mars 2022, aux championnats de Suisse, il prend la 4e place de la descente à seulement 35 centièmes de seconde du vainqueur Niels Hintermann, ainsi que la 5e place du super G juste derrière Marco Odermatt et à seulement 36 centièmes de seconde du vainqueur Justin Murisier, alors qu'il était en tête à tous les pointages intermédiaires.

### Premiers gros résultats (2023-2024)
En janvier 2023, il obtient son premier podium en coupe d'Europe en se classant 2d du super G de Wengen. La semaine suivante, le 14 janvier, il décroche son premier top-10 en coupe du monde en prenant le 10e place de la descente de Wengen, sa 12e course à ce niveau. Six jours plus tard, il se classe 11e sur la redoutable Streif.
En février 2023, il participe à ses premiers championnats du monde seniors où il se classe 18e de la descente de Courchevel.
Le 20 janvier 2024, il décroche un nouveau top-10 en coupe du monde en prenant la 8e place de la descente de Kitzbühel. Il termine la saison à la 20e du classement général de la coupe du monde de descente.

### Skieur de classe mondiale (depuis 2024)
Le 28 décembre 2024, il s'impose lors de la descente de Bormio en devançant son compatriote Franjo von Allmen. C'est son premier podium et sa première victoire en coupe du monde. Le lendemain, pour le Super G, il termine sur la 3e place du podium et est le meilleur suisse d'un tir groupé composé de Rogentin (4e), Odermatt (5e) et Von Allmen (6e), malgré son dossard 27. Le 25 janvier 2025, il est 2e de la descente de la Streif, à 8 centièmes du vainqueur James Crawford.
Les championnats du monde de Saalbach d'Alexis Monney commencent mal, avec une porte ratée en Super-G le 7 février, alors qu'il était parti pour un très gros résultat. Deux jours plus tard, il devient médaillé de bronze de descente, une course remportée par son compatriote Franjo von Allmen, qui le devance de 31 centièmes. Le 12 février, il remporte la descente de la nouvelle formule de combiné par équipes et obtient finalement la médaille d'argent après la manche de slalom de son coéquipier Tanguy Nef.
À Crans-Montana, le 22 février 2025, Alexis Monney fait partie d'un triplé suisse historique en descente, étant classé troisième derrière Franjo von Allmen et Marco Odermatt. Le lendemain, en Super-G, il termine sur la deuxième marche d'un podium dominé par Marco Odermatt. Il termine la saison à la troisième place du classement de la coupe du monde de descente.

## Palmarès

### Championnats du monde
| Édition / Epreuve        | Descente | Super G | Slalom géant | Slalom | Combiné par équipe | Team event |
| Mondiaux 2023 Courchevel | 18e      | -       | -            | -      | -                  | -          |
| Mondiaux 2025 Saalbach   | Bronze   | DNF     | -            | -      | Argent             | -          |

### Coupe du monde
- Première course : 18 décembre 2021, descente de Val Gardena, 35ème
- Premier top-30 : 4 mars 2022, descente de Kvitfjell, 26ème
- Premier top-10 : 14 janvier 2023, descente de Wengen, 10ème
- Premier podium : 28 décembre 2024, descente de Bormio, 1er
- 5 podiums dont 1 victoire.

| Saison / Épreuve | Général | Général | Descente | Descente | Super G | Super G | Géant  | Géant  | Slalom | Slalom | Combiné | Combiné |
| ---------------- | ------- | ------- | -------- | -------- | ------- | ------- | ------ | ------ | ------ | ------ | ------- | ------- |
| Saison / Épreuve | Class.  | Points  | Class.   | Points   | Class.  | Points  | Class. | Points | Class. | Points | Class.  | Points  |
| 2022             | 150e    | 5       | 53e      | 5        | -       | -       | -      | -      | -      | -      | -       | -       |
| 2023             | 73e     | 88      | 27e      | 78       | 54e     | 10      | -      | -      | -      | -      | -       | -       |
| 2024             | 60e     | 118     | 20e      | 99       | 42e     | 19      | -      | -      | -      | -      | -       | -       |
| 2025             | 9e      | 567     | 3e       | 327      | 8e      | 240     | -      | -      | -      | -      | -       | -       |

#### Détail des victoires en Coupe du monde
| Saison / Épreuve | Descente | Super-G | Total |
| 2024-2025        | Bormio   |         | 1     |
| Total            | 1        |         | 1     |

### Coupe d'Europe
- Première course : 9 décembre 2019, combiné de Santa Caterina, 28ème
- Premier top-10 : 7 décembre 2020, Super G de Zinal, 8ème
- Premier top-5 : 12 décembre 2021, descente de Santa Caterina, 5ème
- Premier podium : 7 janvier 2023, Super G de Wengen, 2ème
- 11 tops-10 réalisés

| Saison / Épreuve | Saison / Épreuve | Général | Général | Descente | Descente | Super G | Super G | Géant  | Géant  | Slalom | Slalom | Combiné | Combiné |
| ---------------- | ---------------- | ------- | ------- | -------- | -------- | ------- | ------- | ------ | ------ | ------ | ------ | ------- | ------- |
| Saison / Épreuve | Saison / Épreuve | Class.  | Points  | Class.   | Points   | Class.  | Points  | Class. | Points | Class. | Points | Class.  | Points  |
| 2020             | 2020             | 86e     | 97      | 41e      | 29       | 33e     | 45      | -      | -      | -      | -      | 21e     | 23      |
| 2021             | 2021             | 46e     | 160     | 33e      | 32       | 14e     | 128     | -      | -      | -      | -      | -       | -       |
| 2022             | 2022             | 52e     | 140     | 19e      | 114      | 41e     | 26      | -      | -      | -      | -      | -       | -       |

### Championnats du monde juniors
| Épreuve / Édition    | Descente | Super G | Slalom géant | Slalom | Combiné | Team event |
| Mondiaux 2020 Narvik | Or       | Abandon | annulé       | annulé | annulé  | annulée    |

### Championnats de Suisse

#### Élite
| Édition / Epreuve | Descente | Super-G | Slalom géant | Slalom | Super combiné |
| ----------------- | -------- | ------- | ------------ | ------ | ------------- |
| 2022 Saint-Moritz | 4e       | 5e      | 23e          | -      | Ab            |